# Reineke-Insel (Japanisches Meer)
Die Reineke-Insel (russisch Остров Рейнеке) ist eine russische Insel südwestlich von Wladiwostok in der Peter-der-Große-Bucht, Japanisches Meer. Die gut 20 Einwohner zählende Insel liegt im Kaiserin-Eugenie-Archipel, südwestlich der Murawjow-Amurski-Halbinsel.

## Geografie

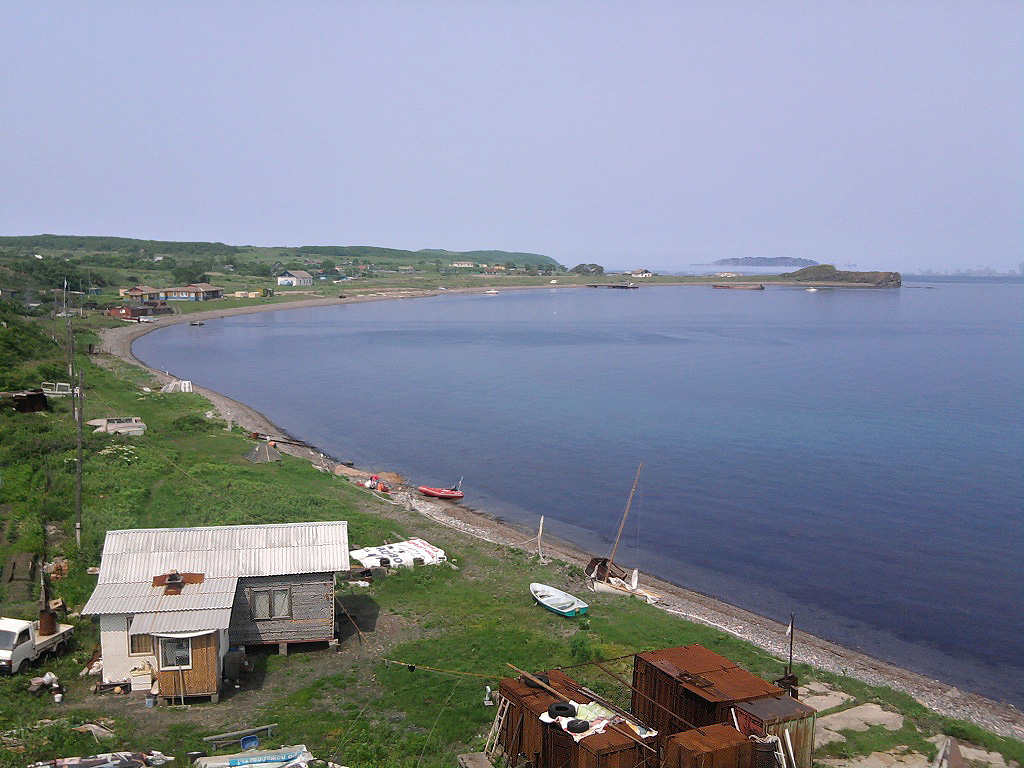
Blick auf die Siedlung an der Nordküste

Die Insel ist 4,6 km² groß, ihr höchster Punkt ist 148 m hoch. Sie liegt rund 16 Kilometer vor dem asiatischen Festland. Von der nördlich benachbarten Popow-Insel ist sie durch eine nur 500 Meter breite Meerenge getrennt. Die einzige bewohnte Siedlung liegt an der Nordküste der Insel. An der Südküste der Insel liegt das Wrack der Pereswet, ein Eisbrecher, der ursprünglich als Castor im Zweiten Weltkrieg für Deutschland gebaut wurde.

## Geschichte
Benannt wurde die Insel nach Michael von Reineke (1801–1859), einem deutschbaltischen Vizeadmiral der kaiserlich-russischen Marine und Hydrographen in russischen Diensten. Nach ihm wurde auch eine gleichnamige Insel im Ochotskischen Meer benannt.